# Балаїр (Талицький міський округ)
Балаї́р (рос. Балаир) — село у складі Талицького міського округу Свердловської області.
Населення — 155 осіб (2010, 224 у 2002).
Національний склад станом на 2002 рік: росіяни — 95 %.